# 伊斯利 (南卡罗来纳州)
伊斯利（英語：Easley）是美国南卡罗来纳州下属的一座城市。城市类型是“City”。其面积大约为12.28平方英里（31.8平方公里）。根据2010年美国人口普查，该市有人口19,993人，人口密度约为每平方 英里1,628.36人（约合每平方公里628.73人）。